# Moncaut
Moncaut (okzitanisch Montcaut) ist eine Gemeinde mit 573 Einwohnern (Stand: 1. Januar 2022) in Frankreich im Département Lot-et-Garonne in der Region Nouvelle-Aquitaine (vor 2016 Aquitaine). Die Gemeinde gehört zum Arrondissement Nérac und zum Kanton L’Albret. Die Einwohner werden Moncautois genannt.

## Geografie
Moncaut liegt etwa 13 Kilometer westsüdwestlich von Agen. Umgeben wird Moncaut von den Nachbargemeinden Sainte-Colombe-en-Bruilhois im Norden und Nordosten, Laplume im Süden und Osten, Saumont im Südwesten sowie Montagnac-sur-Auvignon im Westen und Nordwesten.

## Bevölkerungsentwicklung
| Jahr                       | 1962 | 1968 | 1975 | 1982 | 1990 | 1999 | 2006 | 2018 |
| Einwohner                  | 344  | 370  | 349  | 382  | 412  | 422  | 464  | 604  |
| Quellen: Cassini und INSEE |      |      |      |      |      |      |      |      |

## Sehenswürdigkeiten
- Kirche Saint-Étienne in Fontarède aus dem 12. Jahrhundert, seit 1951/1958 Monument historique
- Kirche Saint-Pardoux aus dem 12. Jahrhundert, Monument historique

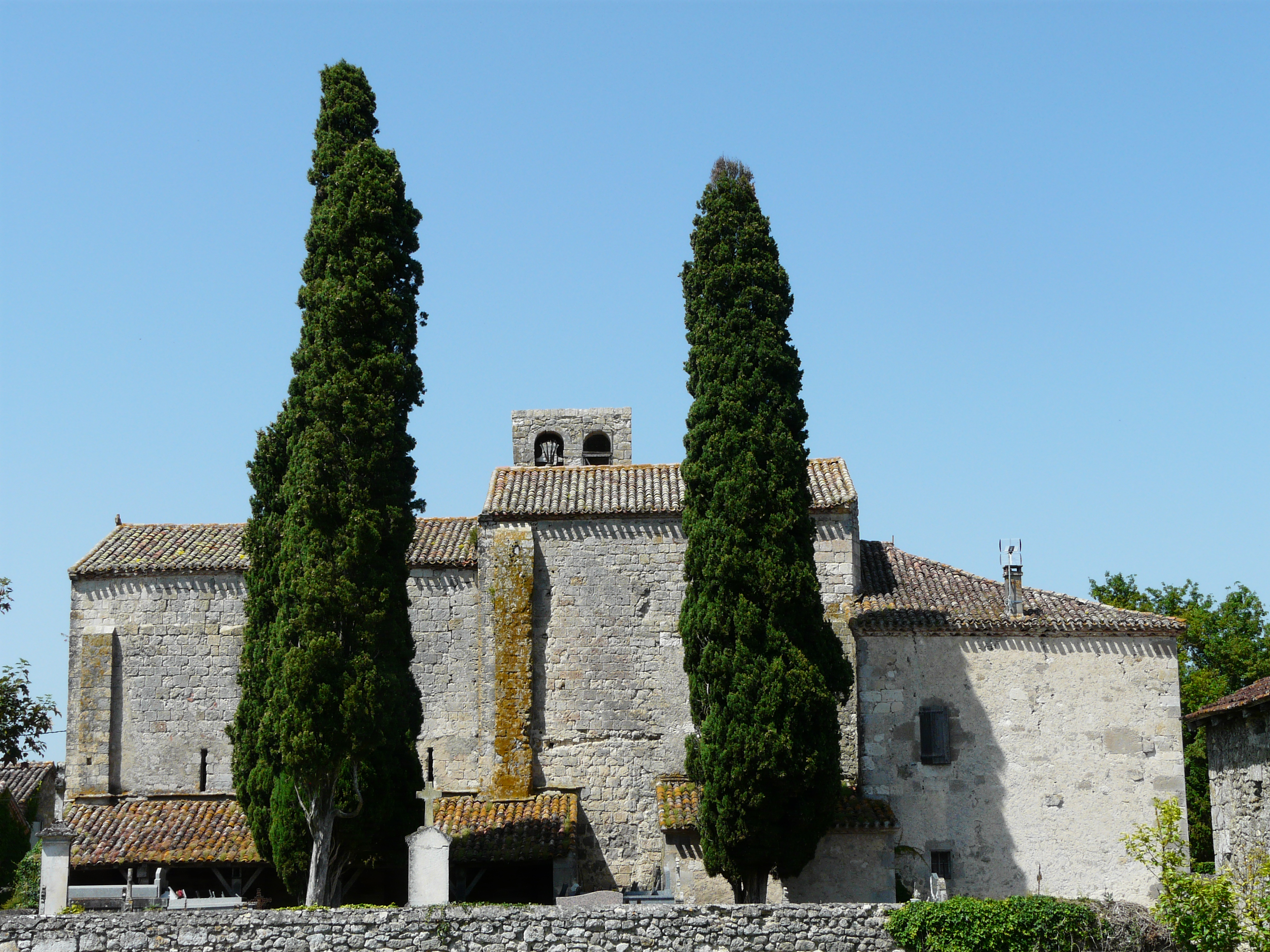
Kirche Saint-Étienne